# لارس رودولف
لارس رودولف (بالألمانية: Lars Rudolph) (و. 1966 – م) هو ممثل، وملحن، وموسيقي، وممثل مسرحي، وممثل أفلام من ألمانيا. ولد في فيتموند.

## وصلات خارجية
- لارس رودولف على موقع IMDb (الإنجليزية)
- لارس رودولف على موقع مونزينجر (الألمانية)
- لارس رودولف على موقع ألو سيني (الفرنسية)
- لارس رودولف على موقع ميوزك برينز (الإنجليزية)
- لارس رودولف على موقع أول موفي (الإنجليزية)
- لارس رودولف على موقع قاعدة بيانات الأفلام السويدية (السويدية)
- لارس رودولف على موقع ديسكوغز (الإنجليزية)
- لارس رودولف على موقع قاعدة بيانات الفيلم (الإنجليزية)
- لارس رودولف على موقع كينوبويسك (الروسية)